# Општина Паука (Сибињ)
Паука (рум. Păuca) општина је у Румунији у округу Сибињ.
Oпштина се налази на надморској висини од 405 m.